# Pro Portugal
Il Pro Portugal è una competizione di surf indetta dalla World Surf League (WSL) e facente parte del WSL Championship Tour, sia maschile che femminile. Essa si svolge annualmente, solitamente per una decina di giorni nel mese ottobre, a partire dal 2009, e si tiene presso la spiaggia di Supertubos, nella cittadina portoghese di Peniche. Nel 2016, a causa della scarsità di onde a Peniche, il quinto round della gara è stato svolto a Point Fabril, tra Almagreira e Pico da Mota.
Nell'agosto 2018 la WSL ha annunciato che, dopo nove anni in cui la tappa portoghese del campionato mondiale femminile si era svolta a Cascais, con il nome di Cascais Pro, nel 2019 tale tappa sarebbe nuovamente stata la Pro Portugal svolta a Peniche.

## Sponsorizzazione
Sin dalla sua prima edizione, nel 2009, la gara è stata sponsorizzata dalla Rip Curl, e per questo ha avuto inizialmente nome di Rip Curl Search Portugal, mutato poi in Rip Curl Pro Portugal. Alla Rip Curl si è poi aggiunta come sponsor la MEO, azienda di telecomunicazioni portoghese, così la gara è stata chiamata nel 2014 e nel 2015 Moche Rip Curl Pro Portugal, dal nome di un servizio offerto dalla MEO, e, dal 2016 in poi, MEO Rip Curl Pro Portugal.

## Albo dei vincitori della gara maschile
| Anno                        | Vincitore                 | Nazione                   | Punteggio                 | Secondo classificato      | Nazione                   | Punteggio                 | Montepremi                |
| MEO Rip Curl Pro Portugal   | MEO Rip Curl Pro Portugal | MEO Rip Curl Pro Portugal | MEO Rip Curl Pro Portugal | MEO Rip Curl Pro Portugal | MEO Rip Curl Pro Portugal | MEO Rip Curl Pro Portugal | MEO Rip Curl Pro Portugal |
| --------------------------- | ------------------------- | ------------------------- | ------------------------- | ------------------------- | ------------------------- | ------------------------- | ------------------------- |
| 2019                        | Italo Ferreira            | Brasile                   | 18,43                     | Jordy Smith               | Sudafrica                 | 6,17                      |                           |
| 2018                        | Italo Ferreira            | Brasile                   | 15,93                     | Joan Duru                 | Francia                   | 10,77                     |                           |
| 2017                        | Gabriel Medina            | Brasile                   | 13,26                     | Julian Wilson             | Australia                 | 10,94                     |                           |
| 2016                        | John John Florence        | Hawaii                    | 16,67                     | Conner Coffin             | Stati Uniti               | 9,93                      |                           |
| Moche Rip Curl Pro Portugal |                           |                           |                           |                           |                           |                           |                           |
| 2015                        | Filipe Toledo             | Brasile                   | 17,83                     | Italo Ferreira            | Brasile                   | 17,13                     |                           |
| 2014                        | Mick Fanning              | Australia                 | 15,50                     | Jordy Smith               | Sudafrica                 | 7,67                      |                           |
| Rip Curl Pro Portugal       |                           |                           |                           |                           |                           |                           |                           |
| 2013                        | Kai Otton                 | Australia                 | 12,23                     | Nat Young                 | Stati Uniti               | 11,03                     |                           |
| 2012                        | Julian Wilson             | Australia                 | 16,26                     | Gabriel Medina            | Brasile                   | 15,37                     |                           |
| 2011                        | Adriano de Souza          | Brasile                   | 15,67                     | Kelly Slater              | Stati Uniti               | 14,73                     |                           |
| 2010                        | Kelly Slater              | Stati Uniti               | 13,33                     | Jordy Smith               | Sudafrica                 | 11,43                     |                           |
| 2009                        | Mick Fanning              | Australia                 | 12,67                     | Bede Durbidge             | Australia                 | 9,87                      |                           |

## Albo delle vincitrici della gara femminile
| Anno                      | Vincitrice                | Nazione                   | Punteggio                 | Secondo classificato      | Nazione                   | Punteggio                 | Montepremi                |
| MEO Rip Curl Pro Portugal | MEO Rip Curl Pro Portugal | MEO Rip Curl Pro Portugal | MEO Rip Curl Pro Portugal | MEO Rip Curl Pro Portugal | MEO Rip Curl Pro Portugal | MEO Rip Curl Pro Portugal | MEO Rip Curl Pro Portugal |
| ------------------------- | ------------------------- | ------------------------- | ------------------------- | ------------------------- | ------------------------- | ------------------------- | ------------------------- |
| 2019                      | Caroline Marks            | Stati Uniti               | 13,73                     | Lakey Peterson            | Stati Uniti               | 6,27                      |                           |
| Rip Curl Pro Portugal     |                           |                           |                           |                           |                           |                           |                           |
| 2010                      | Carissa Moore             | Hawaii                    | 17,44                     | Stephanie Gilmore         | Australia                 | 8,60                      |                           |
| 2009                      | Coco Ho                   | Hawaii                    | 15,83                     | Chelsea Hedges            | Australia                 | 9,37                      |                           |